# Stenotrophobacter roseus
Stenotrophobacter roseus es una bacteria gramnegativa del género Stenotrophobacter. Fue descrita en el año 2016. Su etimología hace referencia a rosada. Es aerobia e inmóvil. Catalasa positiva y oxidasa negativa. Tiene un tamaño de 0,3-0,5 μm de ancho por 0,9-2 μm de largo. Crece de forma individual o en parejas. Forma colonias circulares, de color rosa y con márgenes regulares. Temperatura de crecimiento entre 16-41 °C, óptima de 35-41 °C. Tiene un tiempo de duplicación de 5,1 horas. Tiene un contenido de G+C de 56,8%. Se ha aislado del suelo en Mashare, Namibia. 